# David Tonzar
David Tonzar (* 22. května 1972 České Budějovice) je český duchovní, který od 1. března 2008 zastává funkci pražského biskupa Církve československé husitské (CČSH).
Po absolvování gymnázia v letech 1991–1996 studoval pregraduální a v letech 1996–2001 postgraduální studium na Husitské teologické fakultě Univerzity Karlovy. V roce 2002 na Univerzitě Karlově promován doktorem teologie (ThDr.). O čtyři roky později jmenován hostujícím docentem Vysoké školy zdravotníctva a sociálnej práce v Bratislavě, v roce 2009 zakončil habilitační řízení a byl jmenován řádným docentem.
Od roku 1995 působil pod vedením faráře Mgr. F. Božovského jako kazatel v Příbrami a po přijetí kněžského svěcení 8. 1. 1997 jako duchovní v náboženských obcích Církve československé husitské v Praze, Českých Budějovicích, Jindřichově Hradci a také jako spirituál Husitské teologické fakulty UK, kde zároveň vyučoval jako asistent, později odborný asistent. V roce 1999 byl povolán do služby ředitele úřadu Pražské diecéze Církve československé husitské. Od roku 2003 je ředitelem Husova institutu teologických studií, u jehož zrodu stál a na jehož dalším rozvoji se i nadále podílí.
Dne 16. února 2008 byl pražským diecézním shromážděním ve sboru Církve československé husitské v Praze 7-Holešovicích zvolen osmým pražským biskupem Církve československé husitské (šestým samostatným). Dne 26. dubna 2014 byl pražským diecézním shromážděním ve sboru Církve československé husitské v Praze 10-Vinohrady zvolen na druhé funkční období. Instalován do služby biskupa (1. března 2008) byl v Chrámu svatého Mikuláše na Staroměstském náměstí, v místě, kde bylo 10. ledna 1920 vyhlášeno založení Církve československé (husitské).
Působil v akademických funkcích. V 90. letech 20. století byl zvolen místopředsedou Rady vysokých škol a předsedou její studentské komory, místopředsedou Akademického senátu Univerzity Karlovy a předsedou senátu Husitské teologické fakulty UK. Je členem Společnosti pro církevní právo, České lékařské společnosti Jana Evangelisty Purkyně aj. V církvi pracuje v Naukovém a Legislativně-právním sněmovním výboru. Do roku 2007 předsedou Právní rady CČSH. Je řešitelem grantových projektů (Historie – paměť národa, Osobnosti zakladatelé – dílo K. Farského a K. Statečného ad.). Přednáší na konferencích, autor dvou monografií, odborných studií a řady dalších příspěvků v periodikách, editor.

## Publikační činnost, monografie
- Vznik a vývoj novodobé husitské teologie a Církev československá husitská. Praha: Karolinum, 2002. ISBN 80-246-0499-X.
- Teologická propedeutika: uvedení do studia teologie, církve a náboženského života. Praha: Karolinum, 1999. ISBN 80-7184-789-5.

## Ediční činnost
- PhDr. Drahomíra Tesařová, CSc. Rétorika. Praha: Husův institut teologických studií ve spolupráci s Náboženskou obcí CČSH Praha 1-Staré Město, 2012. ISBN 978-80-904964-5-3.
- Prof. ThDr. Zdeněk Sázava. Novozákonní normy a rady. Praha: Husův institut teologických studií ve spolupráci s VŠ ZaSP sv. Alžbety, 2011. ISBN 978-80-904964-0-8.
- Prof. ThDr. Milan Salajka. Sylabus praktické teologie a uvedení do církevního práva. 2., přeprac. a rozš. vyd. Praha: Husův institut teologických studií. 2011. ISBN 978-80-904964-1-5.
- ThDr. Petr Melmuk, Th.D. Dějiny textu a doby Starého zákona. Praha: Husův institut teologických studií ve spolupráci s Náboženskou obcí CČSH v Praze 1-Staré Město, 2011. ISBN 978-80-904964-2-2.
- PhDr. Vladimír Sakař. Z dějin církve Ježíšovy. Praha: Husův institut teologických studií ve spolupráci s Náboženskou obcí CČSH v Praze 1-Staré Město, 2011. ISBN 978-80-904964-3-9.
- Prof. ThDr. Zdeněk Sázava. Bylo jednou pět českých novozákoníků: kapitola z dějin naší novozákonní vědy. Praha: Husův institut teologických studií ve spolupráci s VŠ ZaSP sv. Alžbety, 2009. ISBN 978-80-7000-045-8.
- Historie – paměť národa II: přínos významných postav a událostí českých dějin pro současnost. Praha: Husův institut teologických studií, 2008. ISBN 978-80-260-7410-6.
- Prof. PhDr. Jan Šabršula, DrSc. O francouzské reformaci. Praha: Husův institut teologických studií, 2007. ISBN 978-80-260-7421-2.
- PhDr. Drahomíra Tesařová, CSc. Jak napsat diplomovou práci. Praha: Husův institut teologických studií, 2006. ISBN 80-260-7409-2.
- Historie – paměť národa: přínos významných postav českých dějin pro současnost. Praha: Husův institut teologických studií, 2006. ISBN 80-7000-337-5.
- Prof. ThDr. Milan Salajka. Sylabus praktické teologie. Praha: Husův institut teologických studií, 2005. ISBN 80-7000-253-0.

## Záznam vybraných projevů a vystoupení
- Bohoslužba Církve československé husitské ze studia Českého rozhlasu Vltava (ČRo, 18.10.2020)
- Velkopáteční pobožnost CČSH sloužená br. biskupem D.Tonzarem a H.Tonzarovou (Čro Voltava 10. 4. 2020) Archivováno 10. 4. 2021 na Wayback Machine.
- Sváteční slovo husitského biskupa Davida Tonzara (ČT2, 15.3.2020)
- Bohoslužba Církve československé husitské z Husova sboru v Praze na Vinohradech (5.1.2020)
- Sváteční slovo husitského biskupa Davida Tonzara (ČT2, 3.2.2019)
- Noční mikrofórum, host biskup David Tonzar (ČRo, 9.11.2017)
- Sváteční slovo husitského biskupa Davida Tonzara (ČT2, 25.9.2016)
- Ekumenická bohoslužba za krajinu (ČRo, 4.6.2016)
- Bohoslužba Církve československé husitské z kaple sv. Anny v Praze - Krči (ČRo, 3.1.2016)
- Rozhlasový pořad Hovory (ČRo Plus, 8.11.2015)
- Svatodušní bohoslužba Církve československé husitské (ČT2, 24.5.2015)
- Velikonoční bohoslužba Církve československé husitské z Jílového u Prahy (ČRo, 5.4.2015)
- Bohoslužba k výročí přijímání pod obojí z Betlémské kaple (ČT2, 12.10.2014)
- Sváteční bohoslužba Církve československé husitské z Betlémské kaple v Praze (ČRo2, 6.7.2014)
- Sváteční slovo (ČT1, 16.3.2014)[nedostupný zdroj]
- Přímý přenos ze sboru Církve československé husitské v Poděbradech (ČRo2, 2.3.2014) Archivováno 19. 4. 2021 na Wayback Machine.
- Sváteční slovo (ČT1, 8.1.2013)[nedostupný zdroj]
- Bohoslužba Církve československé husitské z chrámu sv. Mikuláše na pražském Staroměstském náměstí (ČRo2, 26.12.2012)[nedostupný zdroj]
- Křesťanský magazín - Den veteránů u sv. Mikuláše (ČT1, 2.12.2012)
- Sváteční slovo (ČT1, 19.8.2012) Archivováno 19. 4. 2021 na Wayback Machine.
- Rozhlasový pořad Tandem (ČRo 6. 7. 2012) Archivováno 24. 6. 2021 na Wayback Machine.
- Odkaz mistra Jana Husa představuje morální hodnoty (ČRo2, 6.7.2011)
- Sváteční bohoslužba z Husova sboru v Semilech (ČRo2, 6.7.2011)
- Přímý přenos půlnoční bohoslužby Církve československé husitské z chrámu sv. Mikuláše (ČRo, 25.12.2010)
- Slavnostní bohoslužba k uctění mučednické smrti Mistra Jana Husa (ČT2, 6.7.2010)
- Slavnostní bohoslužba k uctění mučednické smrti Mistra Jana Husa (ČT2, 6.7.2008)
- Křesťanský magazín (ČT1, 11.2.2007)
- Bohoslužba k uctění památky Mistra Jana Husa (ČT2, 6.7.2004)